# 이종성 (1890년)

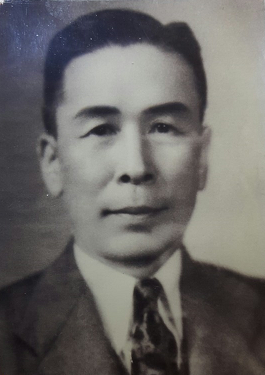
검찰총장 시절의 이종성

이종성(李宗聖, 1890년 8월 15일 ~ 1956년 2월 19일)은 대한민국의 법조인이며 정치인이다. 해방 후 검찰총장(검사총장)과 대법관, 국회의원을 역임하였다.

## 생애
이종성은 1890년 서울에서 태어났다. 1914년 보성전문학교 법과를 수석 졸업하고, 1922년 제1회 조선 변호사 시험에 수석 합격하였다(陰曆壬戌八月(小)二十日 東亞日報 第七百七十三號). 보성전문 동기동창인
허정(許政)과 각별한 관계였으며, 장택상(滄浪 張澤相), 정구영(鄭求瑛), 조병옥(趙炳玉)과도 평생 우정을 나누었다. 추당(秋堂) 박호병이 그의 장인이다.
일제강점기 독립운동사건을 맡아 항일변론 최일선에 나서 김병로(金炳魯), 허헌, 이인 등과 함께 항일민족변호사로 활동했다. 1923년 11월 최초의 사회주의 재판이라고 할 수 있는 ‘신천지 필화사건’으로 기소된 박제호, 유병기에 대한 무료 변론을 맡은바 있으며, 1928년 참의부에서 활동하다 서울 동소문파출소와 백사면 주재소 등 4차례 경관파출소를 습격한 혐의로 체포된 이수흥(李壽興)의 변론을 맡기도 했다.
1928∼1929년에는 대한통의부 소속으로 독립운동 군자금을 마련하다 체포된 유택수(柳澤秀) · 유순수(柳淳秀)형제의 재판에서 그의 명변론은 재판장, 검사를 포함 재판정 내 모든 사람을 감동시킨 것으로 유명하다. 또한 1929∼1930년에는 중국에서 국공합작과 반제국주의 운동을 한 혐의로 체포된 여운형(呂運亨) 사건의 변호를 담당했다.(민족문화대백과사전)
해방 후 대법관, 검찰총장을 역임하였고, 1948년에는 국회 내의 반민특위 검찰관으로 선임되었다. 제2대 국회의원에 당선되었으나 1950년 6.25발발 직후 납북(拉北)되었다. (1974년 1월 16일 조선일보, "남기고 싶은 이야기들" 정구영(鄭求瑛) 증언, 1970년 장남 이상우 증언, 1979년 10월 30일 샘터사 발간 許政 회고록 "내일을 위한 證言")
그러나 북한에서 그의 별세를 서거(逝去)라고 높이며 평양 룡성의 재북인사의 묘에 안치되어있는 것으로 인해 월북인사로 오인되기도 했다.

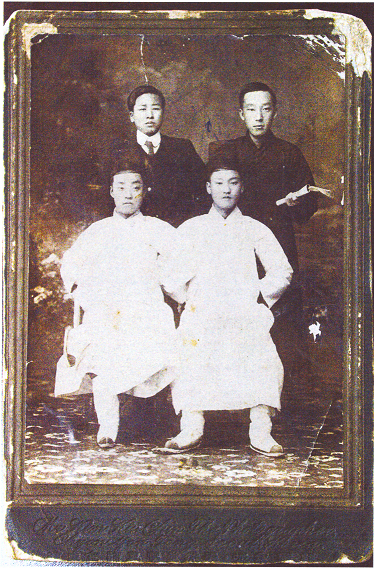
보성전문 재학시절의 이종성 (왼쪽 뒤)

## 역대 선거 결과
| 실시년도 | 선거   | 대수 | 직책     | 선거구      | 정당   | 득표수  | 득표율          | 순위 | 당락 | 비고 |
| -------- | ------ | ---- | -------- | ----------- | ------ | ------- | --------------- | ---- | ---- | ---- |
| 1950년   | 총선   | 2대  | 국회의원 | 경기 이천군 | 무소속 | 5,367표 | \| \| 19.47% \| | 1위  |      | 초선 |
|          | 19.47% |      |          |             |        |         |                 |      |      |      |

## 참고 문헌
- 이종성 - 대한민국헌정회
- 이종성 - 민족문화대백과사전

| 전임 김찬영 | 제2대 미군정청/과도정부 검찰총장 1946년 1월 20일~1946년 5월 17일 | 후임 이인 |